# The Cars (álbum)
 The Cars é o álbum de estréia da banda estadunidense de pop rock The Cars, lançado em 1978. Este álbum está na lista dos 200 álbuns definitivos no Rock and Roll Hall of Fame.

## Faixas
Todas as letras escritas por Ric Ocasek, exceto onde indicado. 
| Lado 1 |                                |            |         |  |
| N.º    | Título                         | Compositor | Duração |  |
| 1.     | "Good Times Roll"              |            | 3:44    |  |
| 2.     | "My Best Friend's Girl"        |            | 3:44    |  |
| 3.     | "Just What I Needed"           |            | 3:44    |  |
| 4.     | "I'm in Touch with Your World" |            | 3:31    |  |
| 5.     | "Don't Cha Stop"               |            | 3:01    |  |

| Lado 2         |                               |                     |         |  |
| N.º            | Título                        | -                   | Duração |  |
| 1.             | "You're All I've Got Tonight" |                     | 4:13    |  |
| 2.             | "Bye Bye Love"                |                     | 4:14    |  |
| 3.             | "Moving in Stereo"            | Greg Hawkes, Ocasek | 4:41    |  |
| 4.             | "All Mixed Up"                |                     | 4:14    |  |
| Duração total: | Duração total:                | Duração total:      | 35:40   |  |